# Данди (ЮАР)
Данди́ (англ. Dundee) — город на востоке Южно-Африканской Республики, на территории провинции Квазулу-Натал. Административный центр района Умзиньятхи.

## Этимология
Происхождение топонима связано с названием шотландского города Данди, из которого был родом один из основателей города золотоискатель Томас Смит. В 1866 году он приобрёл здесь ферму, а его брат Питер обнаружил залежи каменного угля.

## История
Город был основан в 1882 году вблизи открытого незадолго до этого месторождения каменного угля. 20 октября 1899 года в окрестностях города произошло первое крупное столкновение Второй англо-бурской войны. На месте сражения и в здании фермы Томаса Смита размещается краеведческий музей Талана. В одном из залов находится статуя Эрнеста Джорджа Янсена — восьмого генерал-губернатора Южно-Африканского Союза с 1951 до 1959 год.

## Географическое положение
Город находится в северо-западной части провинции, на расстоянии приблизительно 155 километров к югу от административного центра провинции Питермарицбурга. Абсолютная высота — 1251 метр над уровнем моря.

## Население
По данным официальной переписи 2001 года, население составляло 12 268 человек, из которых мужчины составляли 47,22 %, женщины — соответственно 52,78 %. Негры составляли 48,34 % от населения города; белые — 19,67 %; азиаты — 19 %; цветные — 13 %. Наиболее распространённые среди горожан языки — зулу (46,31 %), английский (38,87 %) и африкаанс (12,36 %).

## Экономика и транспорт
Город является центром угольной промышленности.

Сообщение Данди с другими городами осуществляется посредством железнодорожного и автомобильного транспорта.
Также к югу от города расположен небольшой одноимённый аэропорт (ICAO: FADD).